# 1412

## Události
České země
- 11. července – lidové nepokoje v Praze poté, co byli na radnici zabiti tři tovaryši, kteří chtěli mařit prodávání odpustků.
- 18. října – nad Prahou vyhlášen interdikt (do doby, dokud ji neopustí Jan Hus)

Svět
- 8. listopadu – Zikmund Lucemburský, uherský král zastavil, na základě závazků vyplývajících z uzavřeného míru v Ľubovni, Polsku spišská města.

### Probíhající události
- 1405–1433:Plavby Čeng Chea
- 1406–1428: Čínsko-vietnamská válka
- 1402–1413:Osmanské interrengnum

## Narození
- 6. leden – Johanka z Arku, francouzská bojovnice († 30. května 1431)
- ? – Abú al-Hasan Alí ibn Muhammad al-Qalasádí, arabský matematik a islámský učenec († 1486)
- ? – Orhan Çelebi, osmanský princ a vnuk sultána Bajezida I. († 29. května 1453)

## Úmrtí
- 1. dubna – Albrecht Meklenburský, král Švédska a meklenbursko-schwerinský vévoda (* asi 1338)
- 28. července – Jindřich III. z Rožmberka, český šlechtic a purkrabí na Pražském hradě (* 1361)
- 6. srpna – Markéta z Durazza, neapolská a uherská královna jako manželka Karla III. Neapolského a regentka Neapole (* 1347)
- 28. října – Markéta I. Dánská, vládkyně dánská, norská a švédská (* 1353)
- ? – Johannes Ciconia, středověký hudební skladatel (* 1370)

## Hlavy státu
- České království – Václav IV.
- Svatá říše římská – Zikmund Lucemburský
- Papež –
- Anglické království – Jindřich IV.
- Francouzské království – Karel VI.
- Polské království – Vladislav II. Jagello
- Uherské království – Zikmund Lucemburský
- Dánské království – Markéta I. Dánská – Erik VII. Pomořanský
- Byzantská říše – Manuel II. Palaiologos